# 108953 Pieraerts
108953 Pieraerts è un asteroide della fascia principale. Scoperto nel 2001, presenta un'orbita caratterizzata da un semiasse maggiore pari a 2,4489217 UA e da un'eccentricità di 0,1245191, inclinata di 6,07308° rispetto all'eclittica.